# Psammodesmus fasciolatus
Psammodesmus fasciolatus är en mångfotingart som beskrevs av Filippo Silvestri 1898. Psammodesmus fasciolatus ingår i släktet Psammodesmus och familjen Platyrhacidae. Inga underarter finns listade i Catalogue of Life.